# Zoanthus kealakekuaensis
Zoanthus kealakekuaensis is een Zoanthideasoort uit de familie van de Zoanthidae. De wetenschappelijke naam van de soort is voor het eerst geldig gepubliceerd in 1971 door Walsh & Bowers.